# Triphyllus bicolor
Triphyllus bicolor is een keversoort uit de familie boomzwamkevers (Mycetophagidae). De wetenschappelijke naam van de soort werd in 1777 gepubliceerd door Johann Christian Fabricius.